# La Sireneta (pel·lícula de 2023)
La Sireneta (títol original en anglès: The Little Mermaid) és una pel·lícula de fantasia musical estatunidenca dirigida per Rob Marshall a partir d'un guió escrit per Jane Goldman i David Magee. És una producció de Walt Disney Pictures i és una adaptació d'acció en imatge real de la pel·lícula d'animació homònima de 1989, que es basa lliurement en el conte homònim de Hans Christian Andersen. Està produïda per Rob Marshall, John DeLuca, Marc Platt i Lin-Manuel Miranda, aquest últim va coescriure noves cançons per al remake, Alan Menken tornarà com a compositor tant de la partitura com de les cançons. La pel·lícula estarà protagonitzada per Halle Bailey, Jonah Hauer-King, Javier Bardem i Melissa McCarthy, amb Daveed Diggs, Jacob Tremblay i Awkwafina en papers de veu.
Es va estrenar el 26 de maig de 2023.

## Argument
Una jove sireneta anomenada Ariel fa un tracte amb una bruixa marina anomenada Úrsula: intercanvia la seva bella veu per aconseguir dues cames humanes i descobrir el món exterior.

## Repartiment
- Halle Bailey com a Ariel, una princesa sirena i la filla petita del rei Tritó que està fascinada pel món humà.[4]

- Jonah Hauer-King com Eric, un príncep humà de qui l'Ariel s'enamora després de salvar-lo de l'ofegament en el mar, després de la qual cosa es decideix a trobar i casar-se amb l'Ariel.[5]

- Melissa McCarthy com a Úrsula, una bruixa del mar traïdora amb qui l'Ariel fa un tracte per convertir-se en una noia humana amb dues cames humanes a canvi de la seva bella veu.[6]

- Javier Bardem com el rei Tritó, el pare sobreprotector d'Ariel i el rei de l'Atlàntica, que té prejudicis contra els humans.[7][8]

- Jude Akuwudike com a Grimsby, el fidel majordom i confident d'Eric, que s'encarrega que l'Eric trobi la noia adequada per casar-se.[9]

- Lorena Andrea com a Perla, un nou personatge de la pel·lícula.[10]

- Kajsa Mohammar com a Karina, un nou personatge de la pel·lícula.[10]

- Daveed Diggs com a Sebastian, un cranc lleial i el servent de confiança del rei Tritó i compositor de la cort que vetlla per l'Ariel.[5][11]

- Jacob Tremblay com a Flounder, un peix tropical ansiós però noble que és el millor amic d'Ariel.[12]

- Awkwafina com a Scuttle, un mascarell atlàntic i amiga de l'Ariel, a qui proporciona descripcions inexactes de qualsevol objecte del món humà.[6] El personatge serà retratat com una au bussejadora femella en lloc d'una gavina mascle com a l'original per tal de presentar el personatge en escenes submarines.[13]

A més, Noma Dumezweni, Jessica Alexander, Russell Balogh, Adrian Christopher, Emily Coates i Simone Ashley tenen papers.